# Hippotis
Hippotis (en grec antic Ἱππόται) era una antiga polis (ciutat estat) de Beòcia. Va ser independent durant el període arcaic.
Estava situada en un altiplà vora la muntanya d'Helicó al sud-est de Beòcia, entre Tisbe i Coronea. L'altiplà tenia aproximadament 45 km quadrats, espai suficient per mantenir una ciutat petita. Més tard, el seu territori es va dividir entre Tisbe i Coronea.
Hippotis forma part d'una llegenda de la mitologia grega. Focos, rei de Glisant, tenia una filla, Cal·lírroe, que tenia més de trenta pretendents de les classes més altes de Beòcia, però el seu pare l'estimava tant que entretenia als seus pretendentes amb estratagemes i excuses per no donar-la mai en matrimoni. Finalment el pare va decidir consultar a la Pítia, i els pretendents, cansats de tantes dilacions, van matar Focos. Cal·líorre va aconseguir de fugir i alguns camperols la van amagar. A la festa de la Pambeòcia en honor d'Atena, va anar al seu santuari a Coronea i va explicar tot plorant el crim dels pretendents, i els beocis van decidir venjar-la. Els pretendents van fugir, primer a Orcomen, i després a Hippotis, on els seus habitants es van negar a lliurar-los. L'exèrcit dels beocis comandats pel tebà Foedos, va conquerir la ciutat, va esclavitzar els seus habitants i va fer lapidar els assassins. Va destruir la ciutat i va repartir les seves terres entre Tisbe i Coronea. La nit anterior a l'assalt de la ciutat es va sentir una veu que venia del mont Helicó que deia "Sóc aquí", i van reconèixer la veu de Focos. A la mort dels pretendents, la tomba de Focos es va encendre amb una forta olor de sofre. Quan Foedos va tornar a casa seva va saber que li havia nascut una filla, a la que va posar el nom de Nicòstrata (exèrcit victoriós).